# 後藤重郎
後藤重郎（ごとう しげお、1921年2月23日 - 2006年11月22日）は、日本の国文学者。文学博士（東京大学・論文博士・1967年)（学位論文「新古今和歌集成立史の基礎的研究」）。名古屋大学名誉教授。

## 略歴
愛知県出身。1943年東京帝国大学文学部国文学科卒業（半年繰上）。海軍第三期予備学生として応召。45年9月召集解除。50年東京大学大学院（旧制）国文学専攻課程入学。55年3月満期修了。1967年「新古今和歌集成立史の基礎的研究」で東京大学より文学博士の学位を取得。1956年7月名古屋大学文学部専任講師、助教授をへて教授。84年定年退官、名誉教授、中京大学文学部教授を務め、91年定年退職。中世和歌、特に『新古今和歌集』が専門。

## 著書
- 『新古今和歌集の基礎的研究』塙書房 1968
- 『新古今和歌集研究』風間書房 2004

### 校注など
- 『日本古典文学大系 第28  新古今和歌集 底本は小宮堅次郎蔵本』久松潜一,山崎敏夫共校注 岩波書店 1958
- 『隠岐本新古今和歌集と研究』編著 未刊国文資料刊行会 1972
- 『勅撰和歌十三代集研究文献目録』編 和泉書院 1980
- 『金葉集研究基礎資料稿』杉戸千洋共編 和泉書院 1981
- 西行『山家集』校注 (新潮日本古典集成)新潮社 1982
- 藤原定家『定家八代抄 続王朝秀歌選』樋口芳麻呂共校注 岩波文庫 1996

### 記念論文集
- 『国語国文学論集 後藤重郎先生古稀記念』和泉書院 1991
- 『国語国文学論集 後藤重郎教授停年退官記念』名古屋大学出版会 1984
- 『和歌史論叢』後藤重郎先生算賀世話人会編 和泉書院 2000